# 1786 Raahe
Az 1786 Raahe (ideiglenes jelöléssel 1948 TL) a Naprendszer kisbolygóövében található aszteroida. Heikki Alikoski fedezte fel 1948. október 9-én, Turkuban.